# Комиссаровка (река)
Комисса́ровка — река в Пограничном и Ханкайском районах Приморского края России.
До 1972 года — Пенча, Синтухэ, Синтухе, Синтуха. Переименована после вооружённого конфликта за остров Даманский.
Длина — 162 км, площадь бассейна — 2310 км², падение — 852 м.
Основные притоки: Шахеза (Пограничная)(левый) и Мраморная (правый).
Средняя ширина реки в устье 40-45 м. Глубины реки изменяются от 0,3-0,5 м на перекатах до 1,8-2,1 м на плёсах.
Населённые пункты в долине реки (сверху вниз):
- левый берег: Барабаш-Левада, Дворянка, Комиссарово, Майское, Октябрьское, Люблино, Новониколаевка.
- правый берег: село Ильинка, железнодорожная станция Ильинка, Троицкое.

## Источник
- Река Комиссаровка. primpogoda.ru. Дата обращения: 18 декабря 2018., ПримПогода